# Iwao Ōyama
Iwao Ōyama (jap. 大山 巌, Ōyama Iwao; ur. 12 listopada 1842 w Kagoshimie, zm. 10 grudnia 1916 w Tokio) – japoński dowódca wojskowy, marszałek polny, współtwórca nowoczesnej Cesarskiej Armii Japońskiej, polityk. Uczestnik działań mających na celu obalenie siogunatu i restaurację władzy cesarskiej.

## Życiorys
Pochodził ze starego rodu samurajskiego z domeny Satsuma.
Po przewrocie Meiji odegrał dużą rolę w tworzeniu ówczesnej armii japońskiej. W 1870 został wysłany do Francji na studia w École Spéciale Militaire de Saint-Cyr. Podczas wojny francusko-pruskiej (1870–1871) był oficjalnym obserwatorem wojskowym z ramienia Japonii. Później, do 1883 kontynuował studia w Genewie. Znał biegle kilka języków.
W 1877 uczestniczył w zdławieniu buntu samurajów, wznieconego przez jego kuzyna, Takamoriego Saigō.
W latach 1885–1891 i 1892–1896 był ministrem sił lądowych.
W czasie wojny chińsko-japońskiej (1894–1895) dowodził 2. Armią japońską, która zajęła Port Artur. Po wojnie otrzymał tytuł markiza i został członkiem Tajnej Rady przy cesarzu.
W latach 1899–1904 i 1905-1906 pełnił funkcję szefa Sztabu Generalnego, a w czasie wojny rosyjsko-japońskiej (1904–1905) był naczelnym dowódcą wojsk lądowych w Mandżurii.
W 1907 otrzymał od cesarza tytuł księcia.
Od 1912 był strażnikiem pieczęci cesarskiej, a w latach 1914–1916 – ministrem środka.